# 全国農業労働者総連盟
全国農業労働者総連盟（ぜんこくのうぎょうろうどうしゃそうれんめい、Confederação Nacional dos Trabalhadores na Agricultura）は、ブラジルの農業労働者を組織する労働組合を傘下におさめる組合連合である。27の連盟と約4000の組合に加入する約2千万人を代表する。略称はCONTAG。
1963年12月22日に、14の連盟と475の組合の参加により、リオデジャネイロで結成された。1964年の軍事クーデターにより、加盟組織は政府により占拠された。多くの組合指導者が投獄されるか国外追放になった。組合の約90パーセントが解散した。
しかし、1968年に新しい指導部が登場して国家から独立して組織化を進め、1970年代に組合員数を飛躍的に伸ばした。組合の数は1968年の625から1980年には2144に増えた。軍事政権末期にCONTAGは反軍政の運動の一翼をになった。